# Tomioka Hachiman-gū
Tomioka Hachiman-gū (富岡八幡宮?) es el santuario sintoísta dedicado a la deidad Hachiman (Hachiman-gū) más grande en Tokio, Japón. Es conocido por haberse creado en 1684 el estilo de lucha sumo llamado Kanjin-zumō (勧進相撲?), que dio origen al sumo profesional que existe en la actualidad.

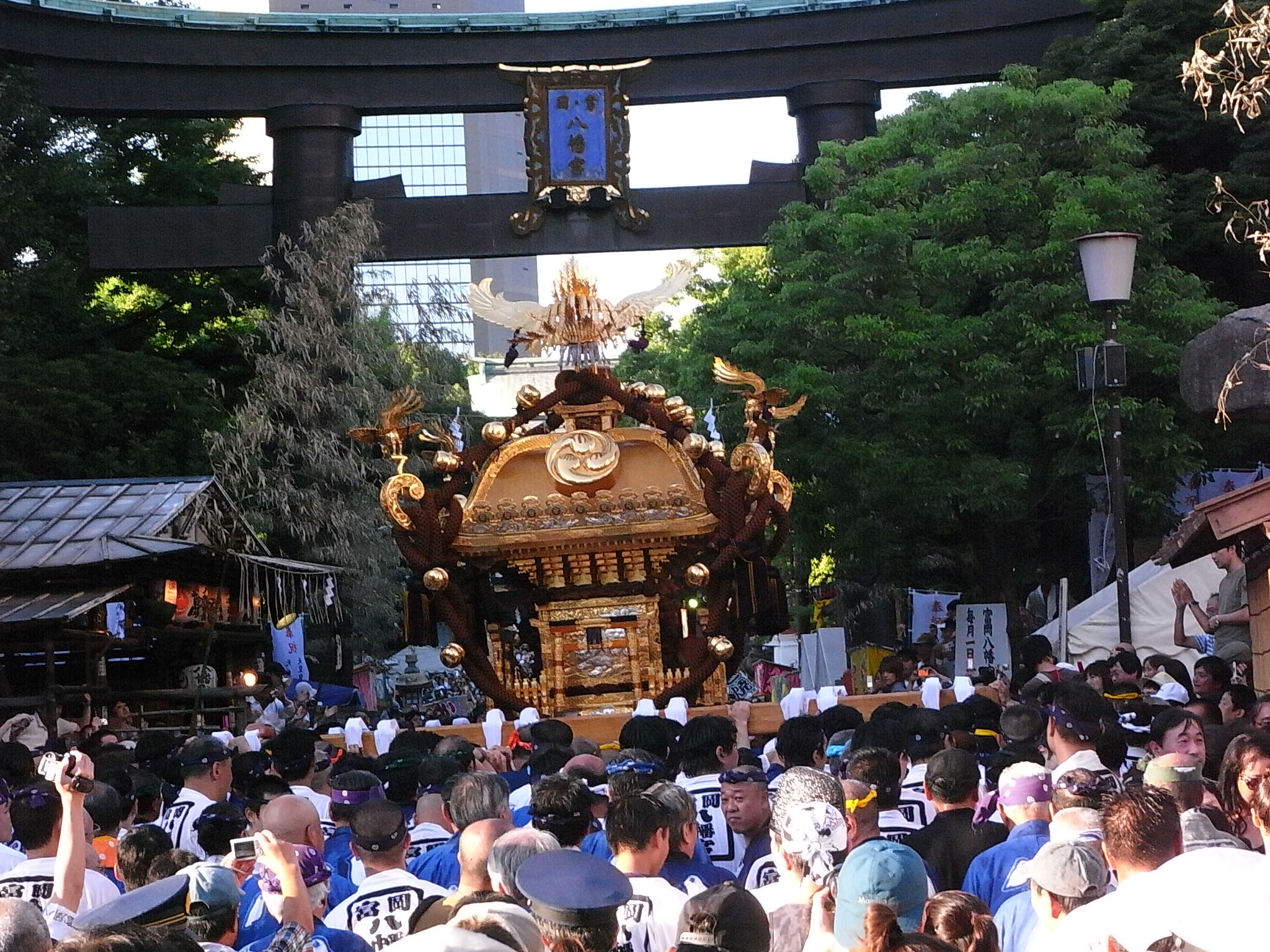
Fukagawa Matsuri

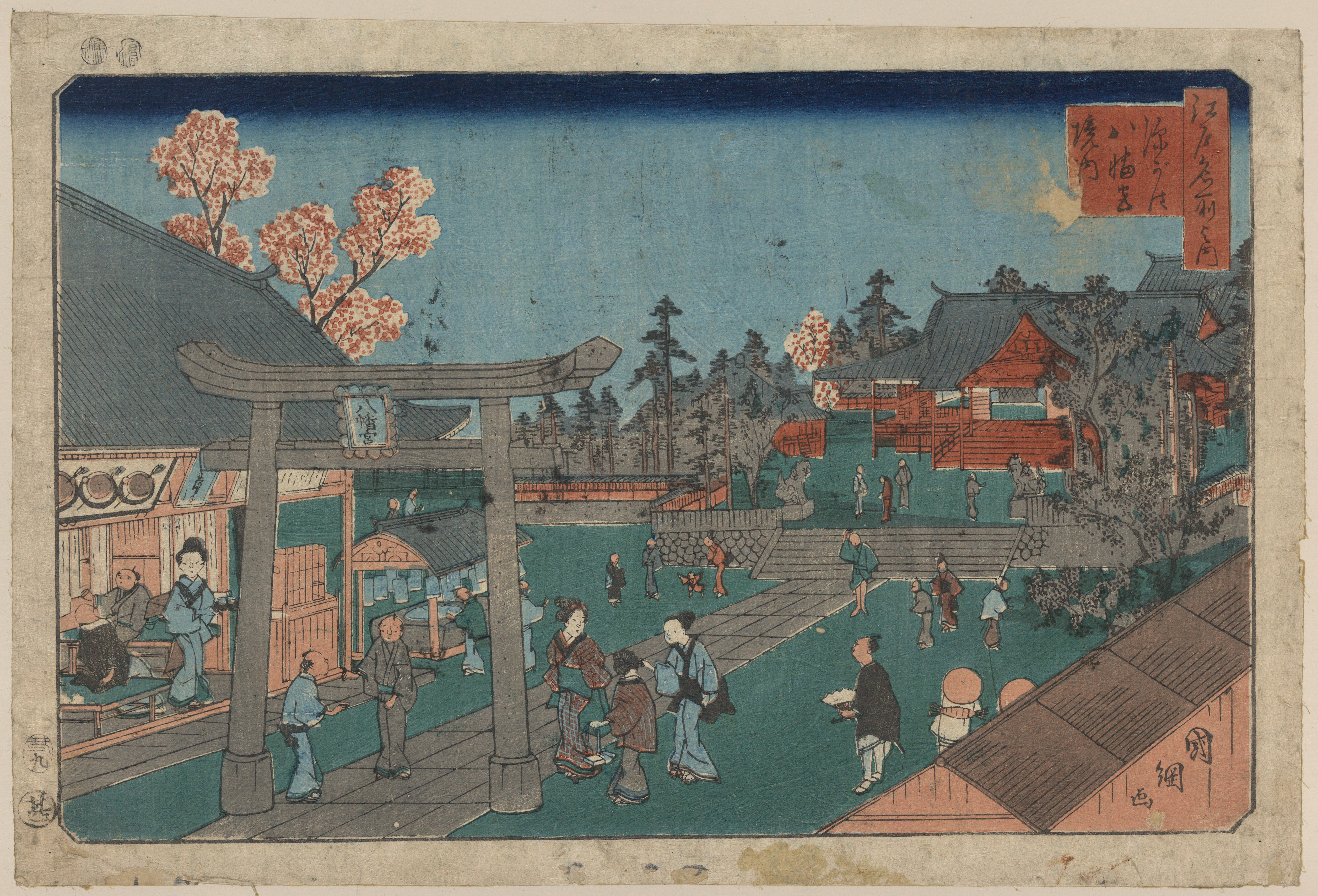
Kuniteru

Fue fundado en Fukugawa en 1627, con una reclamación de un banco de arena. El santuario celebra durante el verano la festividad de Fukagawa Matsuri, una de las más importantes de la capital japonesa.
En los últimos años surgió una disputa familiar por el control del santuario. En la década de 1990, el kannushi (sumo sacerdote) delegó su puesto a su hijo Shigenaga Tomioka, pero fue destituido en 2001 por su padre, debido a problemas financieros. El padre de Shigenaga reasumió las riendas del santuario, pero delegó en su hija Nagako Tomioka como negi (sacerdotisa), lo que provocó el acoso de Shigenaga hacia su hermana, asunto que terminó en su arresto en 2006 por amenazas de muerte. En 2010, Nagako asumió el cargo de kannushi, a pesar de la renuencia de la Asociación de Santuarios Sintoístas (Jinja Honchō) por el cargo. En junio de 2017, el santuario abandonaría dicha asociación.
La disputa familiar se agravó al punto que el 7 de diciembre de 2017, Shigenaga y su esposa Mariko, ejecutaron un ataque con katanas en la entrada del santuario, donde Shigenaga asesinó a Nagako, mientras que Mariko hirió de gravedad al chofer de Nagako, quienes recién llegaban al santuario en carro. Luego Shigenaga asesinó a su esposa, para luego suicidarse, dejando un vacío en la familia Tomioka en la administración del templo.